# Сребрнкасти плавац
Сребрнкасти плавац (лат. Lysandra coridon) је врста лептира из породице плаваца (лат. Lycaenidae).

## Опис врсте
Изглед овог лептира је јединствен. Доња страна крила је врло контрастна, а црне тачке су обично мале, са дебелим белим оквиром. 

## Распрострањење и станиште
Почиње да лети у касно лето, на сувим, каменитим и травнатим стаништима. Насељава већи део Европе.

## Биљке хранитељке
Овом лептиру биљка хранитељка је копитица (Hippocrepis comosa).

## Галерија
- женка
- одоздо